# エポキシパテ

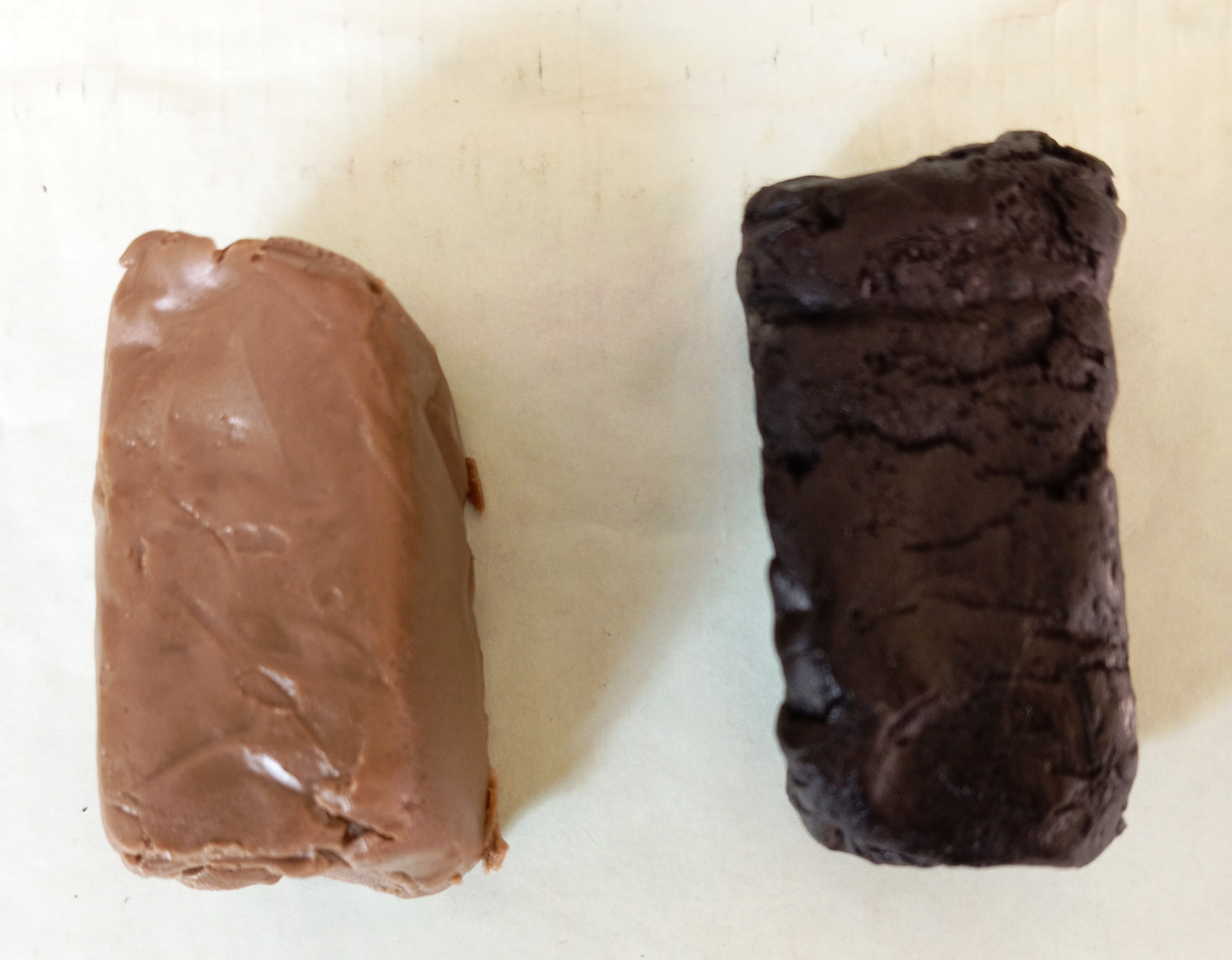
チョコレート色はエポキシベースレジン、黒色はエポキシ硬化剤です。エポキシパテを得るには、両方を同量で完全に混合する必要があります。

エポキシパテ（epoxy putty）とはエポキシ樹脂を主成分とするパテ（充填剤）の総称である。

## 概要
主に粘土状で、エポキシ樹脂のプレポリマーと硬化剤をそれぞれ含む2剤を練り合わせて混合する事で重合して硬化する。用途に応じて物性や硬化時間が異なる各種製品が市販されている。
業務用の他、一般家庭においても欠損部や破損部分の修復、穴埋めなどに用いられ、その加工性から現在では模型製作に多く用いられ、模型専用のものも開発された。特に粘土状である事からフィギュアの造形に多用される。また特に木工用の物は硬化時間が数分と短く硬化後の切削性も良い事から造形用途に多用される。

## 業務用のパテ
チタニウムや各種セラミック、シリコーンなどの成分を含有し、その性質も含有成分により、耐食性に優れたもの、耐熱性に優れた物もある。

## 安全性
エポキシパテには人体にとって有害な成分が含まれており、使用時には微量が人体に吸収されるため、作業時には素手ではなく手袋を用い、使用後は良く手を洗うことが望ましい。